# Aglaojoppa centummaculata
Aglaojoppa centummaculata är en stekelart som först beskrevs av Christ 1791.  Aglaojoppa centummaculata ingår i släktet Aglaojoppa och familjen brokparasitsteklar. Inga underarter finns listade i Catalogue of Life.